# Almargen
 Almargen  est une commune de la province de Malaga dans la communauté autonome d'Andalousie en Espagne.

## Démographie
| 1991  | 1996  | 2001  | 2004  | 2005  |
| ----- | ----- | ----- | ----- | ----- |
| 2 239 | 2 146 | 2 111 | 2 074 | 2 106 |